# Państwowa Wytwórnia Lamp Radiowych
Państwowa Wytwórnia Lamp Radiowych (PWLR) – fabryka produkująca lampy elektronowe w Polsce, pierwsza po II wojnie światowej. 

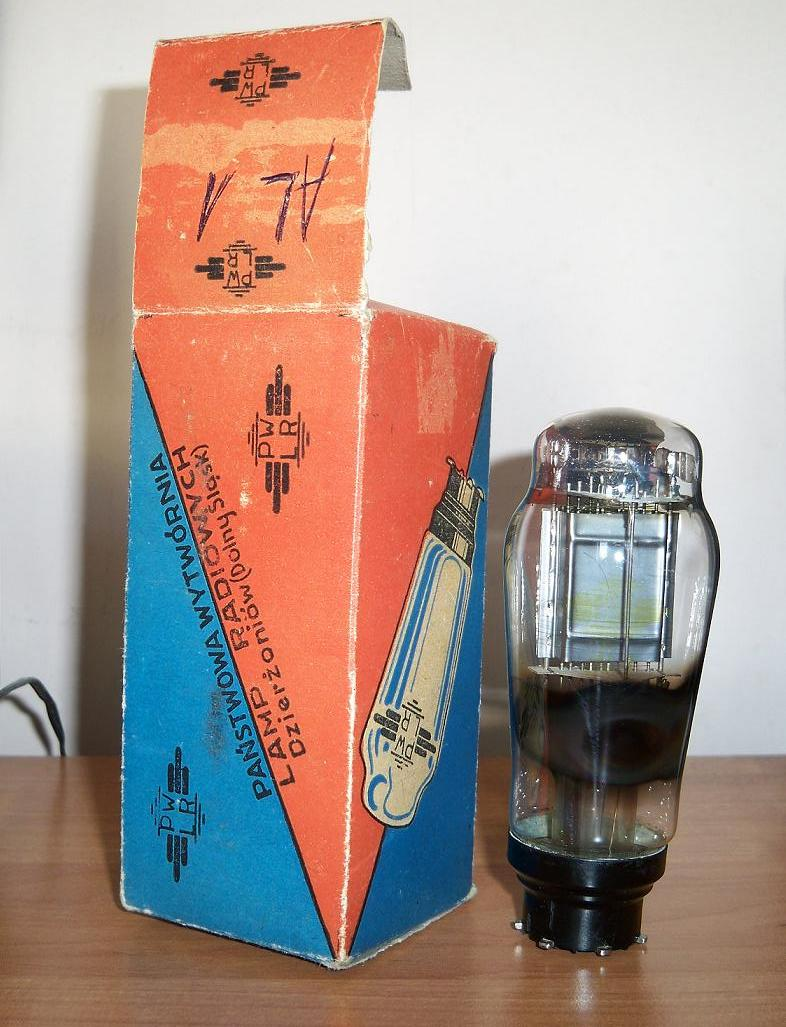
Pentoda mocy AL1 produkcji PWLR

Została utworzona w 1945 w Dzierżoniowie na bazie sprzętu pochodzącego z niemieckiej fabryki lamp Telefunkena w Kowarach. Produkcję uruchomił prof. Wiesław Barwicz, oddelegowany w tym celu na Śląsk z niewielką grupą pracowników. 
W 1946 uruchomiono produkcję lamp próżniowych diod prostowniczych AZ1, AZ4 i AZ11. Początkowo produkcja odbywała się systemem ręcznym, później zbudowano automatyczne stanowisko pompowe i urządzenie do nawijania siatek, co umożliwiło wprowadzenie do produkcji pentod mocy AL1, RES964 i AL4.
W 1947 zakupiono w firmie Philips licencje i maszyny do produkcji lamp całoszklanych. Jednocześnie zapadła decyzja o przeniesieniu fabryki do Warszawy. Stało się to w latach 1948–1949, i wyniku połączenia z warszawskimi pozostałościami zakładów Tungsram. Na terenie byłych zakładów Philipsa powstały Zakłady Wytwórcze Lamp Elektrycznych im. Róży Luksemburg.